# Rawain
Rawain o Raingarh fou un estat tributari protegit, feudatari de Jubbal, al govern del Panjab, avui Himachal Pradesh. Tenia una superfície de 13 km² a l'entorn de la fortalesa de Raingarh situada en un turó aïllat a la riba esquerra del Pabar. La població era el 1901 de 823 habitants. Els thakurs de Rawain era una branca de la nissaga de Jubbal. Originalment fou un feu de Tehri però la part oriental fou assolada per Bashahr cap al final del segle XVIII, abans de la invasió gurkha. Després de la Guerra Gurkha (1814 -1816) l'estat fou repartit entre els britànics, el raja de Tehri-Garhwal i el rana runa de Rawain; la part britànica fou cedida el 1830 a Keonthal a canvi del territori cedit per aquest estat per la construcció de l'estació de Simla. El 1904 va pujar al tron el thakur Kedar Singh.